# جيمس كارني (دراج)
جيمس كارني (بالإنجليزية: James Carney) هو دراج أمريكي، ولد في 29 نوفمبر 1968 في ديترويت في الولايات المتحدة.

## وصلات خارجية
- جيمس كارني على موقع أرشيف الدراجات (الإنجليزية)
- جيمس كارني على موقع إحصائيات الدراجات الإحترافية (الإنجليزية)
- جيمس كارني على موقع نسبة الدراجات (الإنجليزية)
- جيمس كارني على موقع أوليمبيديا (الإنجليزية)